# كهورستان
 كهورستان  (بالفارسية: دهستان كهورستان )، قرية كبيرة تـتبع لـالبلدة المركزية (خمير) (بالفارسية: بخش مرکزی شهرستان خمیر ) من توابع مدينة خمير وتقع في محافظة هرمزگان في جنوب إيران.
 كَهور  أو ( كُورِ )، لفظة فارسية معناها: شجرة الغاف، و«كهورستان» تعني(غابة أشجار الغاف).

## السكان
يبلغ عدد سكان هذه القرية حسب تعداد السكان لعام 2006 للميلاد، (13072) نسمة من أهل السنة والجماعة وعلى المذهب الشافعي. يتكلمون الفارسية باللهجة المحلية، بها مسجد، ومدرسة مشتركة بعض البرك لحفظ مياه ألأمطار إذا سالت الأودية، كذلك بها أراضي شاسعة لزراعة القمح والشعير، ومزارع النخيل. لديهم حوالى 2500 نخلة مثمرة. يمتهن السكان بمهنة الزراعة وتربية المواشى.

## وصلات خارجية
- كوخرد حاضرة إسلامية على ضفاف نهر مهران
- التقسيمات الادارية لمحافظة هرمزگان نسخة محفوظة 2 مارس 2012 على موقع واي باك مشين.